# 30 Seconds to Mars (musikalbum)
30 Seconds to Mars är den amerikanska rockgruppen 30 Seconds to Mars debutalbum, utgivet 27 augusti 2002.

## Låtlista
Samtliga låtar skrivna av Jared Leto.
1. "Capricorn (A Brand New Name)" - 3:52
2. "Edge of the Earth" - 4:37
3. "Fallen" - 4:59
4. "Oblivion" - 3:29
5. "Buddha for Mary" - 5:43
6. "Echelon" - 5:51
7. "Welcome to the Universe" - 2:39
8. "The Mission" - 4:04
9. "End of the Beginning" - 4:39
10. "93 Million Miles" - 5:20
11. "Year Zero" - 7:52 (Innehåller det gömda spåret "The Struggle" (även kallad "Hidden to Label")
12. "Anarchy in Tokyo" (Japansk bonusspår)